# ۳۶۲ (پیش از میلاد)
۳۶۲ (پیش از میلاد) ۳۶۲مین سال قبل از تقویم میلادی است.